# Hypera venusta

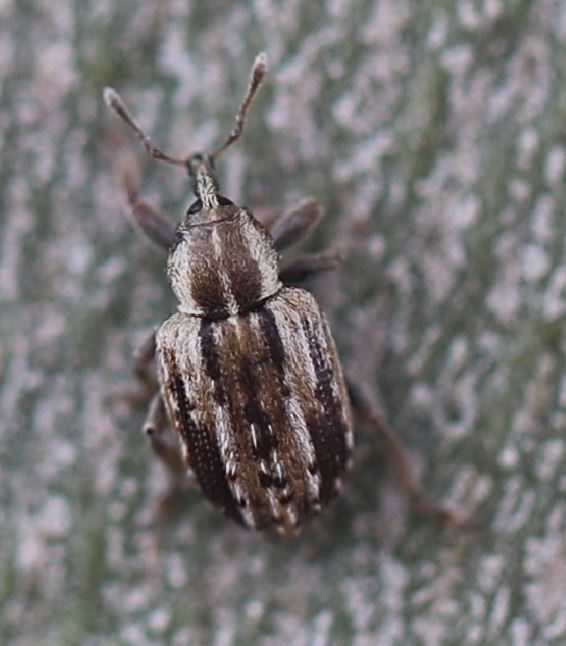
Dorsalansicht

Hypera venusta, auch als Südlicher Kokonrüssler bekannt, ist ein Käfer aus der Familie der Rüsselkäfer (Curculionidae).

## Merkmale
Die Käfer sind 2,9–3,7 mm lang. Sie sind mit hellen Schuppen bedeckt, diese können weißlich-grau, grünlich oder bräunlich ausfallen. An der Basis der Flügeldecken ist meist ein kurzer Scutellarfleck angedeutet. Der dritte Zwischenraum ist an der Basis angedunkelt. Die Flügeldeckennaht ist bis auf halber Länge fleckig angedunkelt. Die vierten bis sechsten Zwischenräume bilden hinter der Mitte einen dunkel beschuppten Längswisch. Dieser läuft nach vorne verjüngend aus. Gitterflecken fehlen oder sind nur unscharf vorhanden.

## Verbreitung
Die Art ist im Mittelmeerraum verbreitet, wo sie auch in Nordafrika und im Nahen Osten vorkommt. Über Mitteleuropa reicht das Vorkommen nach Norden bis ins südliche Skandinavien und zu den Britischen Inseln. In Mitteleuropa tritt die Art hauptsächlich in Wärmegebieten auf. Das Vorkommen nimmt nach Norden hin merklich ab.

## Lebensweise
Die Käferart nutzt als Wirtspflanzen verschiedene Vertreter der Hülsenfrüchtler (Fabaceae). Zu diesen gehört insbesondere der Echte Wundklee (Anthyllis vulneraria), die Saat-Esparsette (Onobrychis viciifolia), der Gewöhnliche Hornklee (Lotus corniculatus), der Faden-Klee (Trifolium dubium) sowie Wicken (Vicia). Die Larven entwickeln sich frei auf den Wirtspflanzen und fressen an deren Blättern. Zur Verpuppung fertigen die Larven einen durchsichtigen, gitterartigen Kokon an, der an den Blättern oder am Stängel der Futterpflanze befestigt wird. Die Imagines erscheinen ab April.